# Mercedes-Benz X 156
| Sterne im Euro NCAP-Crashtest (2014) |

Mercedes-Benz X 156 ist der interne Code für den Mercedes-Benz GLA. Das Kompakt-SUV der Daimler AG wurde auf der IAA 2013 vorgestellt; die Markteinführung war am 15. März 2014. Der X 156 ist das vierte Modell, das auf der modularen Frontantriebsarchitektur (MFA) basiert.
Zum Zeitpunkt seiner Markteinführung hatte der GLA den besten cw-Wert (0,29) aller Kompakt-SUV. Hauptkonkurrenten sind der Audi Q3 und der BMW X1. Der Infiniti QX30 basiert auf dem X 156.
Das Nachfolgemodell H 247 wurde am 11. Dezember 2019 vorgestellt.

## Technische Daten
Zur Markteinführung waren sieben Modelle erhältlich, davon drei mit Otto- und vier mit Dieselmotor. Seit September 2014 gibt es den GLA 180 CDI als Diesel-Einstiegsmodell und seit Februar 2015 als günstigstes Modell der Reihe den GLA 180 mit Ottomotor.
Die beiden kleineren Ottomotoren im GLA 180 und GLA 200 und der Diesel im GLA 180 CDI gab es ausschließlich mit Frontantrieb; der ab Juli 2014 erhältliche GLA 45 AMG hat serienmäßig Allradantrieb, der bei Mercedes-Benz 4MATIC genannt wird. Für die stärkeren Modelle war er gegen Aufpreis ebenfalls lieferbar. Es gibt zehn Motor-/Antriebskombinationen. Während die kleineren Typen GLA 180, GLA 200, GLA 180 CDI sowie GLA 200 CDI serienmäßig ein Sechsgang-Schaltgetriebe mit Start-Stopp-Automatik haben, waren die Modelle GLA 250 und GLA 220 CDI sowie alle 4MATIC-Modelle ausschließlich mit dem Siebengang-Doppelkupplungsgetriebe 7G-DCT erhältlich.
Als erstes Mercedes-Benz-Fahrzeug hat der GLA das überarbeitete permanente Allradsystem 4MATIC mit variabler Momentenverteilung zwischen Vorder- und Hinterachse.
Die modellgepflegte Variante des GLA stellte Mercedes-Benz auf der North American International Auto Show 2017 in Detroit vor; sie wurde ab Frühjahr 2017 verkauft.

### Ottomotoren
| Kenngrößen                                  | GLA 180                                 | GLA 200                                 | GLA 220 4MATIC                          | GLA 250                                 | GLA 250 4MATIC                          | GLA 45 AMG                              | Mercedes-AMG GLA 45                           |
| Bauzeitraum                                 | 02/2015–02/2020                         | 12/2013–02/2020                         | 01/2017–02/2020                         | 12/2013–02/2020                         | 12/2013–02/2020                         | 07/2014–08/2015                         | 09/2015–04/2019                               |
| Motorkenndaten                              |                                         |                                         |                                         |                                         |                                         |                                         |                                               |
| Motorbezeichnung *                          | M 270 DE 16 AL red.                     | M 270 DE 16 AL                          | M 270 DE 20 AL                          | M 270 DE 20 AL                          | M 270 DE 20 AL                          | M 133 DE 20 AL                          | M 133 DE 20 AL                                |
| Motortyp                                    | R4-Ottomotor                            | R4-Ottomotor                            | R4-Ottomotor                            | R4-Ottomotor                            | R4-Ottomotor                            | R4-Ottomotor                            | R4-Ottomotor                                  |
| Gemischaufbereitung                         | Benzindirekteinspritzung                | Benzindirekteinspritzung                | Benzindirekteinspritzung                | Benzindirekteinspritzung                | Benzindirekteinspritzung                | Benzindirekteinspritzung                | Benzindirekteinspritzung                      |
| Motoraufladung                              | Turbolader                              | Turbolader                              | Turbolader                              | Turbolader                              | Turbolader                              | Twinscroll-Turbolader                   | Twinscroll-Turbolader                         |
| Hubraum                                     | 1595 cm³                                | 1595 cm³                                | 1991 cm³                                | 1991 cm³                                | 1991 cm³                                | 1991 cm³                                | 1991 cm³                                      |
| max. Leistung                               | 90 kW (122 PS) bei 5000/min             | 115 kW (156 PS) bei 5300/min            | 135 kW (184 PS) bei 5500/min            | 155 kW (211 PS) bei 5500/min            | 155 kW (211 PS) bei 5500/min            | 265 kW (360 PS) bei 6000/min            | 280 kW (381 PS) bei 6000/min                  |
| max. Drehmoment                             | 200 Nm bei 1250–4000/min                | 250 Nm bei 1250–4000/min                | 300 Nm bei 1200–4000/min                | 350 Nm bei 1200–4000/min                | 350 Nm bei 1200–4000/min                | 450 Nm bei 2250–5000/min                | 475 Nm bei 2250–5000/min                      |
| Kraftübertragung                            |                                         |                                         |                                         |                                         |                                         |                                         |                                               |
| Antrieb, serienmäßig                        | Frontantrieb                            | Frontantrieb                            | Allradantrieb                           | Frontantrieb                            | Allradantrieb                           | Allradantrieb                           | Allradantrieb                                 |
| Getriebe, serienmäßig                       | 6-Gang-Schaltgetriebe                   | 6-Gang-Schaltgetriebe                   | 7-Gang-Doppelkupplungsgetriebe (7G-DCT) | 6-Gang-Schaltgetriebe                   | 7-Gang-Doppelkupplungsgetriebe (7G-DCT) | AMG SPEEDSHIFT DCT 7-Gang-Sportgetriebe | AMG SPEEDSHIFT DCT 7-Gang-Sportgetriebe       |
| Getriebe, optional                          | 7-Gang-Doppelkupplungsgetriebe (7G-DCT) | 7-Gang-Doppelkupplungsgetriebe (7G-DCT) | –                                       | 7-Gang-Doppelkupplungsgetriebe (7G-DCT) | –                                       | –                                       | –                                             |
| Messwerte                                   |                                         |                                         |                                         |                                         |                                         |                                         |                                               |
| Höchstgeschwindigkeit                       | 200 km/h                                | 215 km/h                                | 230 km/h                                | 235 km/h                                | 230 km/h                                | 250 km/h                                | 250 km/h (mit AMG Driver’s Package: 270 km/h) |
| Beschleunigung, 0–100 km/h                  | 9,3 s [9,2 s]                           | 8,9 s [8,8 s]                           | 7,1 s                                   | 6,7 s                                   | 6,6 s                                   | 4,8 s                                   | 4,4 s                                         |
| Kraftstoffverbrauch auf 100 km (kombiniert) | 5,7–6,0 l Super [5,5–5,7 l Super]       | 5,8–5,9 l Super [5,8–5,9 l Super]       | 6,5–6,6 l Super                         | 6,0–6,1 l Super                         | 6,5–6,6 l Super                         | 7,5 l Super Plus                        | 7,4 l Super Plus                              |
| CO2-Emission (kombiniert)                   | 133–138 g/km [129–133 g/km]             | 137–139 g/km [135–138 g/km]             | 152–155 g/km                            | 141–143 g/km                            | 151–154 g/km                            | 175 g/km                                | 172 g/km                                      |
| Abgasnorm nach EU-Klassifikation            | Euro 6 (seit 06/2018: Euro 6d-TEMP)     | Euro 6 (seit 06/2018: Euro 6d-TEMP)     | Euro 6 (seit 07/2018: Euro 6d-TEMP)     | Euro 6 (seit 06/2018: Euro 6d-TEMP)     | Euro 6 (seit 06/2018: Euro 6d-TEMP)     | Euro 6                                  | Euro 6 (seit 10/2018: Euro 6d-TEMP)           |

### Dieselmotoren
| Kenngrößen                                  | GLA 180 d (CDI) (1)                     | GLA 200 d (CDI) (1)                     | GLA 200 d (CDI) (1) 4MATIC              | GLA 220 d (CDI) (1)                     | GLA 220 d (CDI) (1) 4MATIC              |
| Bauzeitraum                                 | 09/2014–05/2018                         | 12/2013–04/2019                         | 12/2013–04/2019                         | 12/2013–04/2019                         | 12/2013–04/2019                         |
| Motorkenndaten                              |                                         |                                         |                                         |                                         |                                         |
| Motorbezeichnung *                          | OM 607 DE 15 LA                         | OM 651 DE 22 LA                         | OM 651 DE 22 LA                         | OM 651 DE 22 LA                         | OM 651 DE 22 LA                         |
| Motortyp                                    | R4-Dieselmotor                          | R4-Dieselmotor                          | R4-Dieselmotor                          | R4-Dieselmotor                          | R4-Dieselmotor                          |
| Gemischaufbereitung                         | Common-Rail-Einspritzung                | Common-Rail-Einspritzung                | Common-Rail-Einspritzung                | Common-Rail-Einspritzung                | Common-Rail-Einspritzung                |
| Motoraufladung                              | Turbolader                              | Turbolader                              | Turbolader                              | Turbolader                              | Turbolader                              |
| Hubraum                                     | 1461 cm³                                | 2143 cm³                                | 2143 cm³                                | 2143 cm³                                | 2143 cm³                                |
| max. Leistung                               | 80 kW (109 PS) bei 4000/min             | 100 kW (136 PS) bei 3400–4400/min       | 100 kW (136 PS) bei 3400–4400/min       | 125 kW (170 PS) bei 3400–4400/min       | 125 kW (170 PS) bei 3400–4400/min       |
| max. Drehmoment                             | 260 Nm bei 1750–2500/min                | 300 Nm bei 1400–3000/min                | 300 Nm bei 1400–3000/min                | 350 Nm bei 1400–3400/min                | 350 Nm bei 1400–3400/min                |
| Kraftübertragung                            |                                         |                                         |                                         |                                         |                                         |
| Antrieb, serienmäßig                        | Frontantrieb                            | Frontantrieb                            | Allradantrieb                           | Frontantrieb                            | Allradantrieb                           |
| Getriebe, serienmäßig                       | 6-Gang-Schaltgetriebe                   | 6-Gang-Schaltgetriebe                   | 7-Gang-Doppelkupplungsgetriebe (7G-DCT) | 7-Gang-Doppelkupplungsgetriebe (7G-DCT) | 7-Gang-Doppelkupplungsgetriebe (7G-DCT) |
| Getriebe, optional                          | 7-Gang-Doppelkupplungsgetriebe (7G-DCT) | 7-Gang-Doppelkupplungsgetriebe (7G-DCT) | –                                       | –                                       | –                                       |
| Messwerte                                   |                                         |                                         |                                         |                                         |                                         |
| Höchstgeschwindigkeit                       | 190 km/h                                | 205 km/h                                | 200 km/h                                | 215 km/h                                | 215 km/h                                |
| Beschleunigung, 0–100 km/h                  | 12,0 s [11,9 s]                         | 10,0 s [9,9 s]                          | 9,9 s                                   | 8,3 s                                   | 8,3 s                                   |
| Kraftstoffverbrauch auf 100 km (kombiniert) | 4,0 l Diesel [3,9 l Diesel]             | 4,3–4,5 l Diesel [4,4–4,5 l Diesel]     | 4,9–5,1 l Diesel                        | 4,4–4,6 l Diesel                        | 4,9–5,1 l Diesel                        |
| CO2-Emission (kombiniert)                   | 105 g/km [103 g/km]                     | 114–119 g/km [114–119 g/km]             | 129–132 g/km                            | 115–119 g/km                            | 129–132 g/km                            |
| Abgasnorm nach EU-Klassifikation            | Euro 6                                  | Euro 6                                  | Euro 6                                  | Euro 6                                  | Euro 6                                  |

Werte in eckigen Klammern [ ] für Modelle mit Getriebe, optional
* Die Motorbezeichnung ist wie folgt verschlüsselt:
M = Motor (Otto), OM = Ölmotor (Diesel), Baureihe = 3-stellig, DE = Direkteinspritzung, Hubraum = Deziliter (gerundet), A = Abgasturbolader, L = Ladeluftkühlung, LA = wie AL, red. = reduzierte(r) Leistung/Hubraum

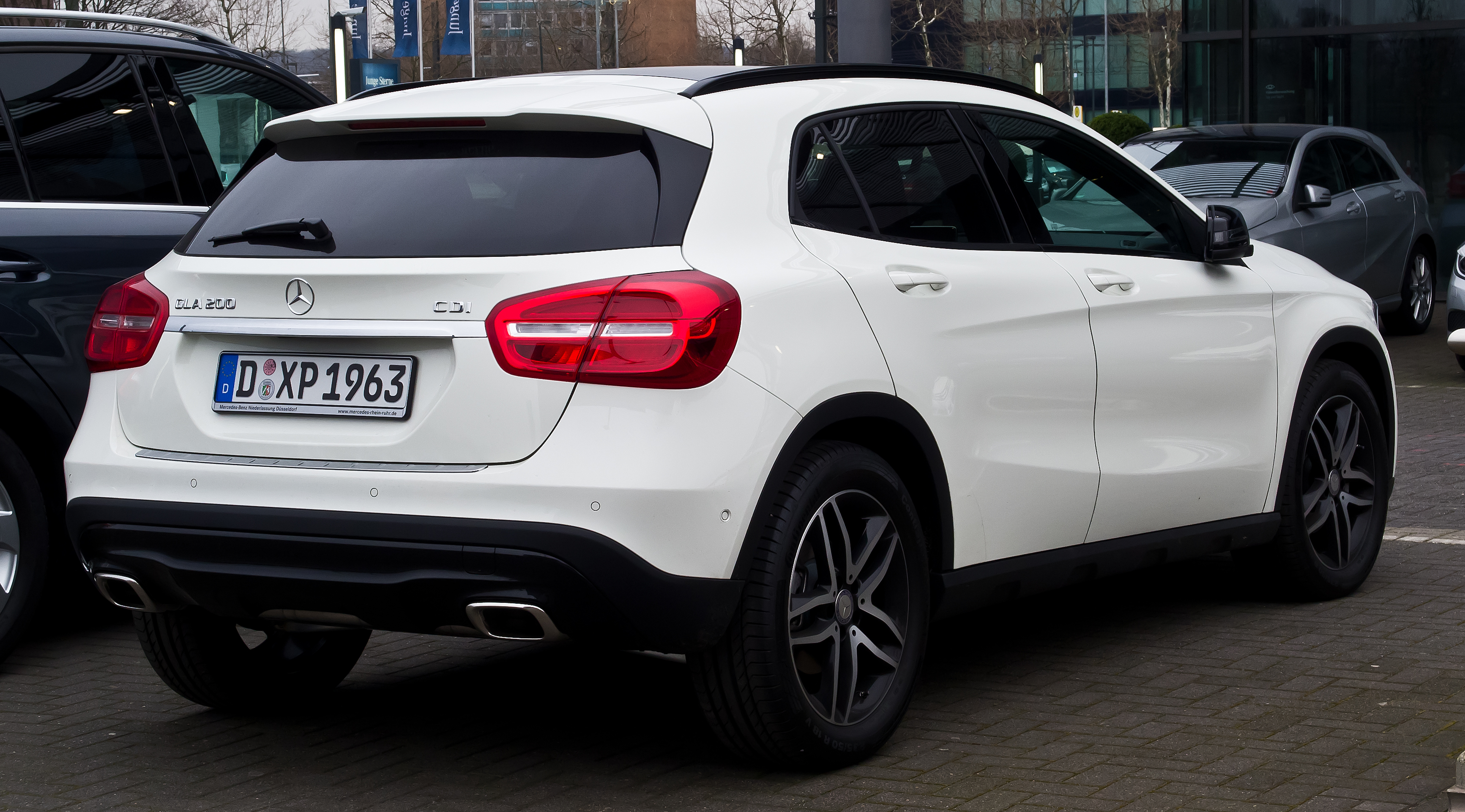
Heckansicht
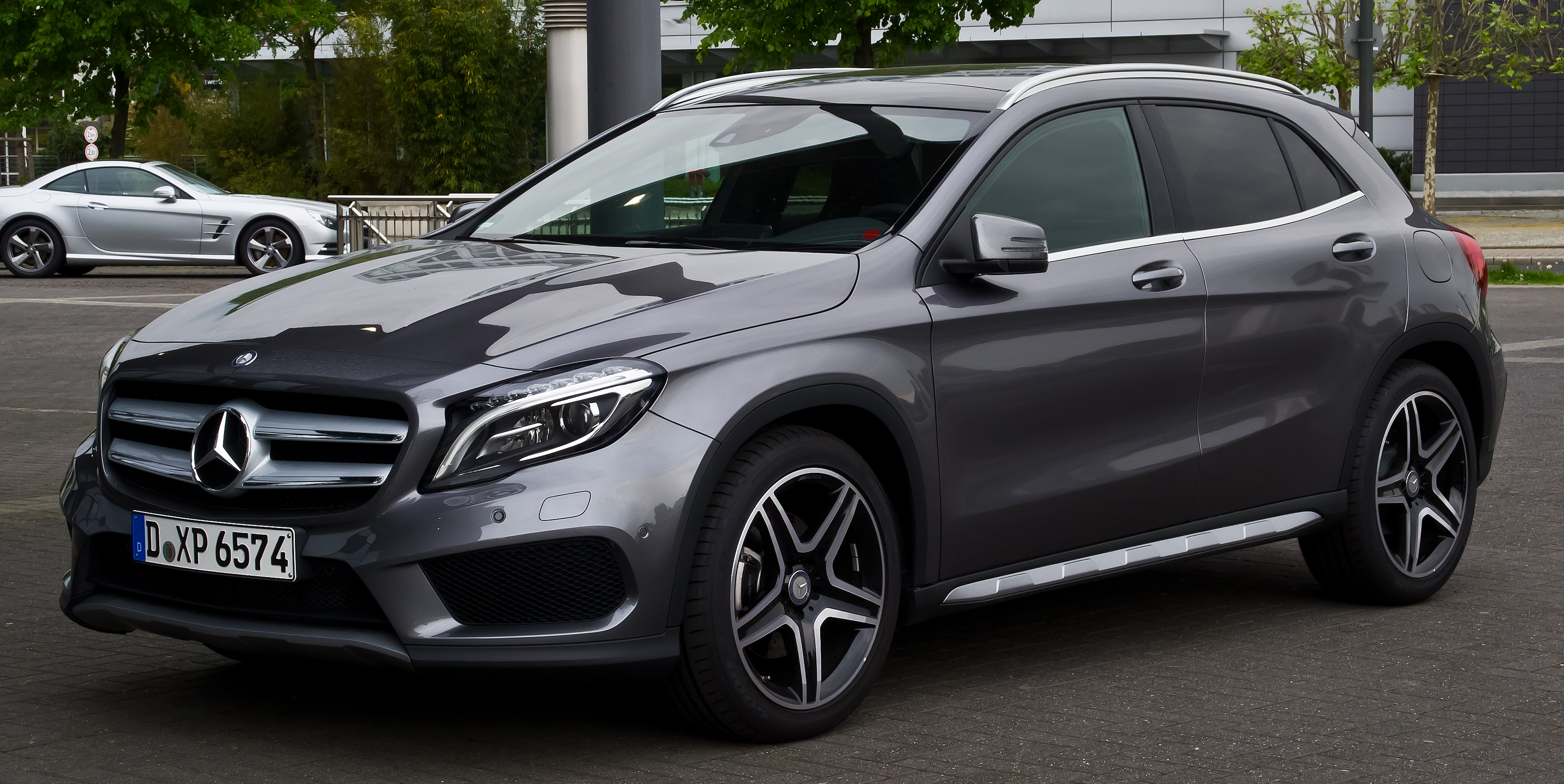
Mercedes-Benz GLA 220 CDI 4MATIC AMG Line
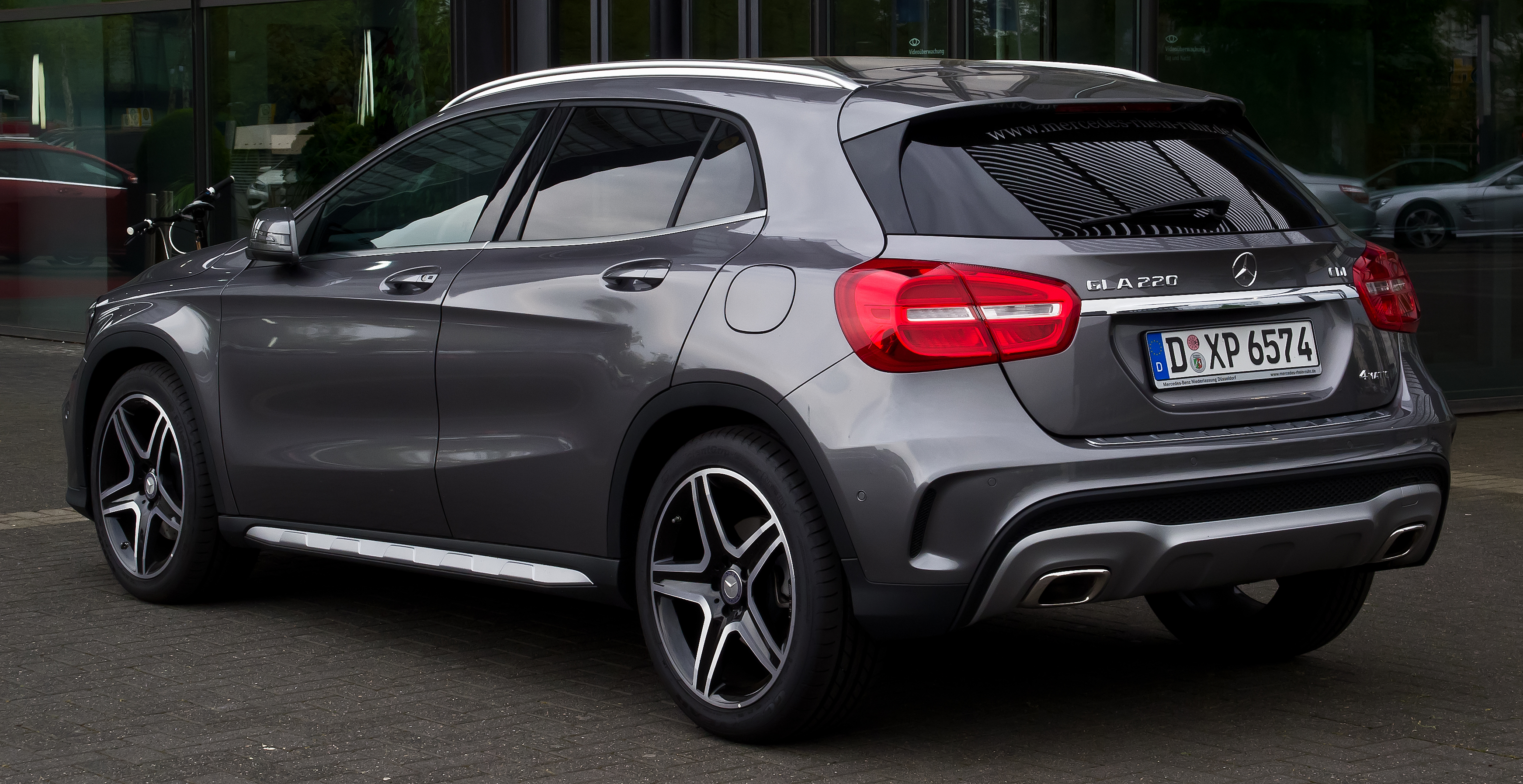
Heckansicht
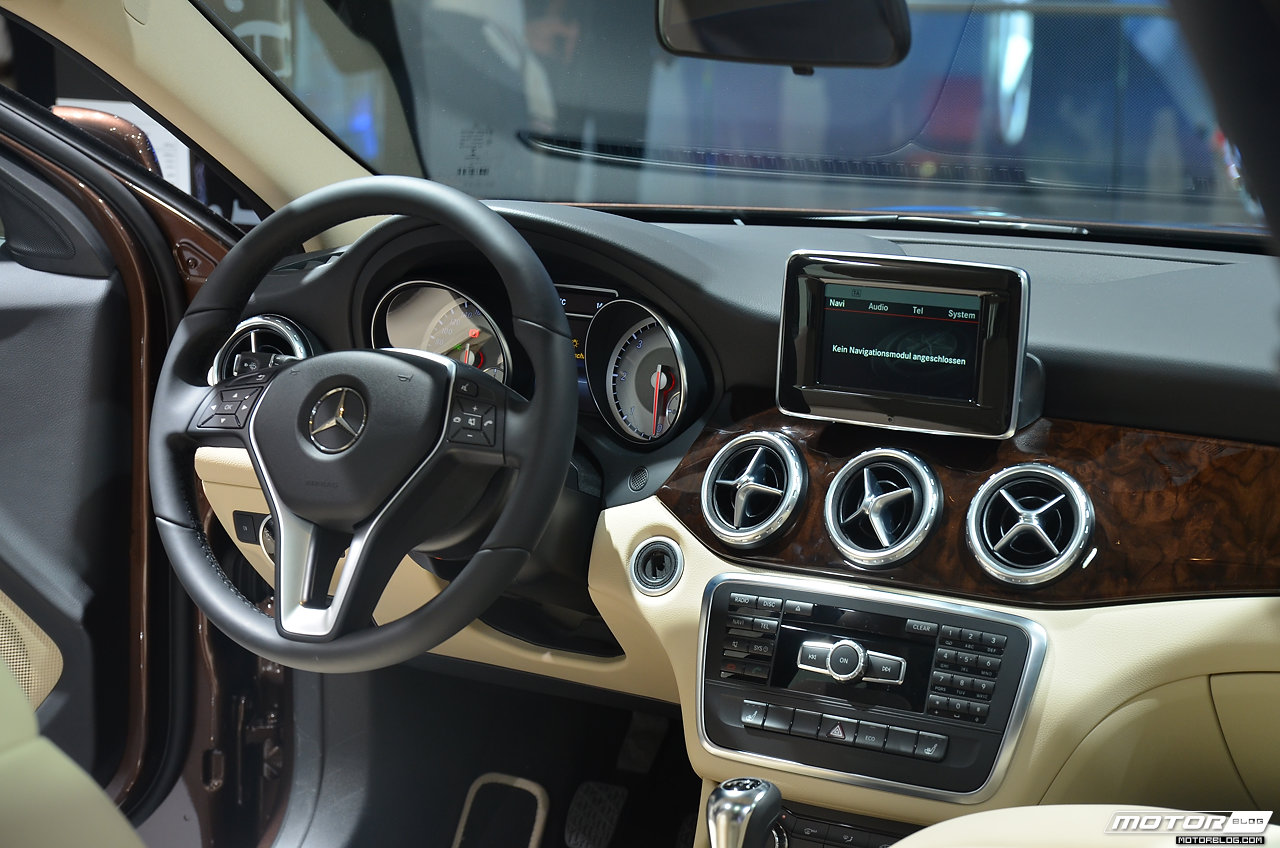
Innenraum
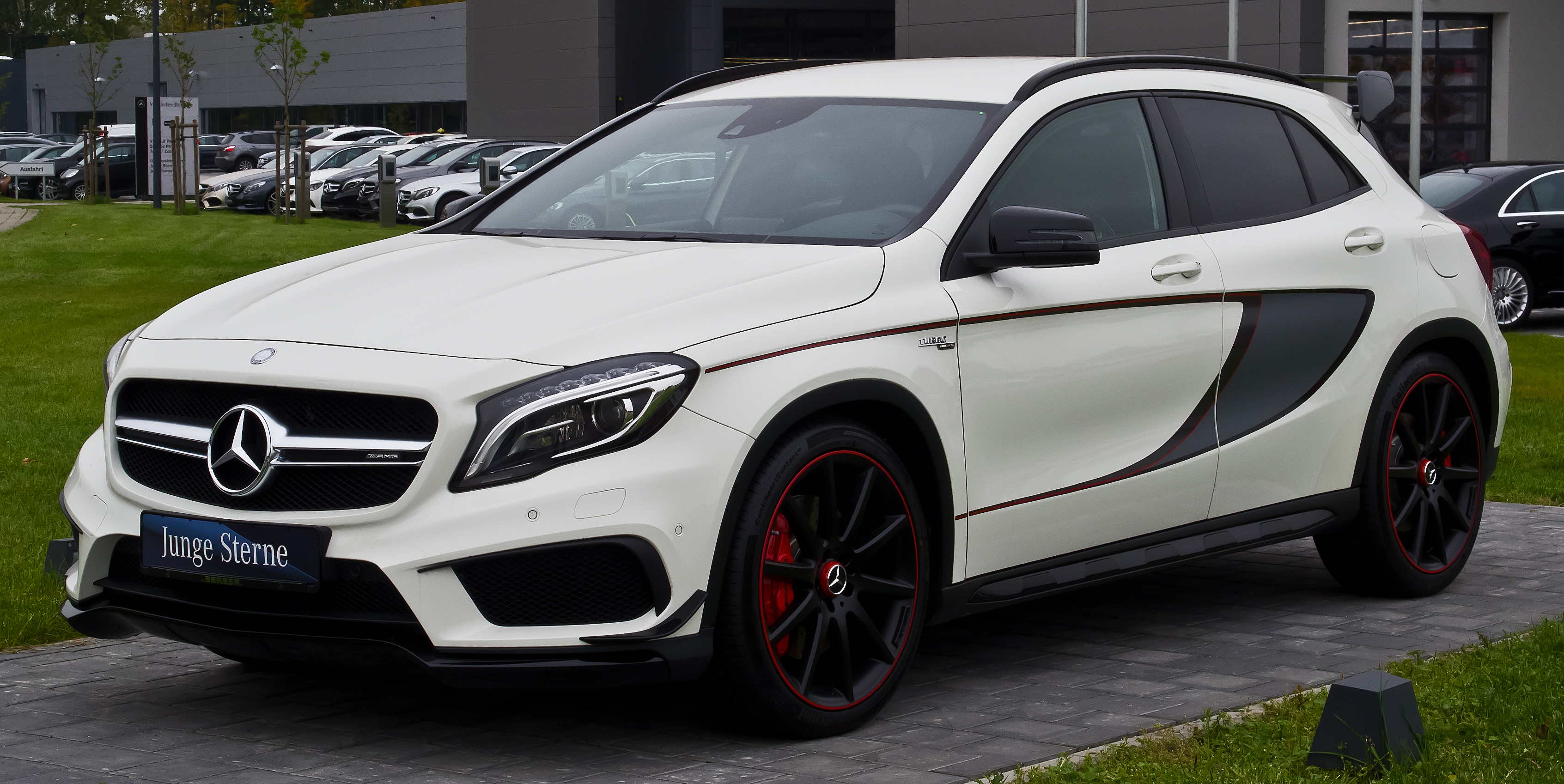
Mercedes-Benz GLA 45 AMG 4MATIC Edition 1
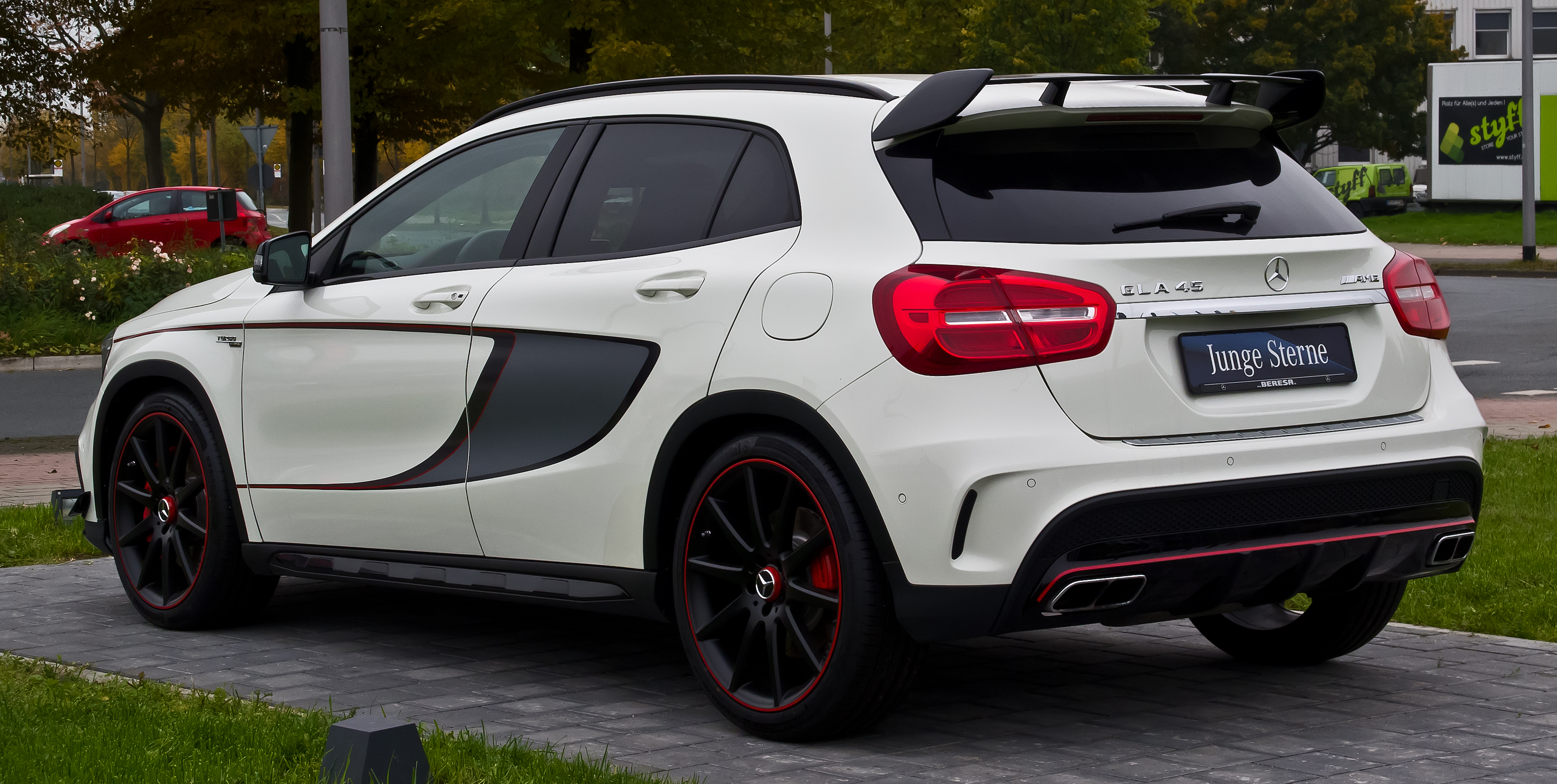
Heckansicht
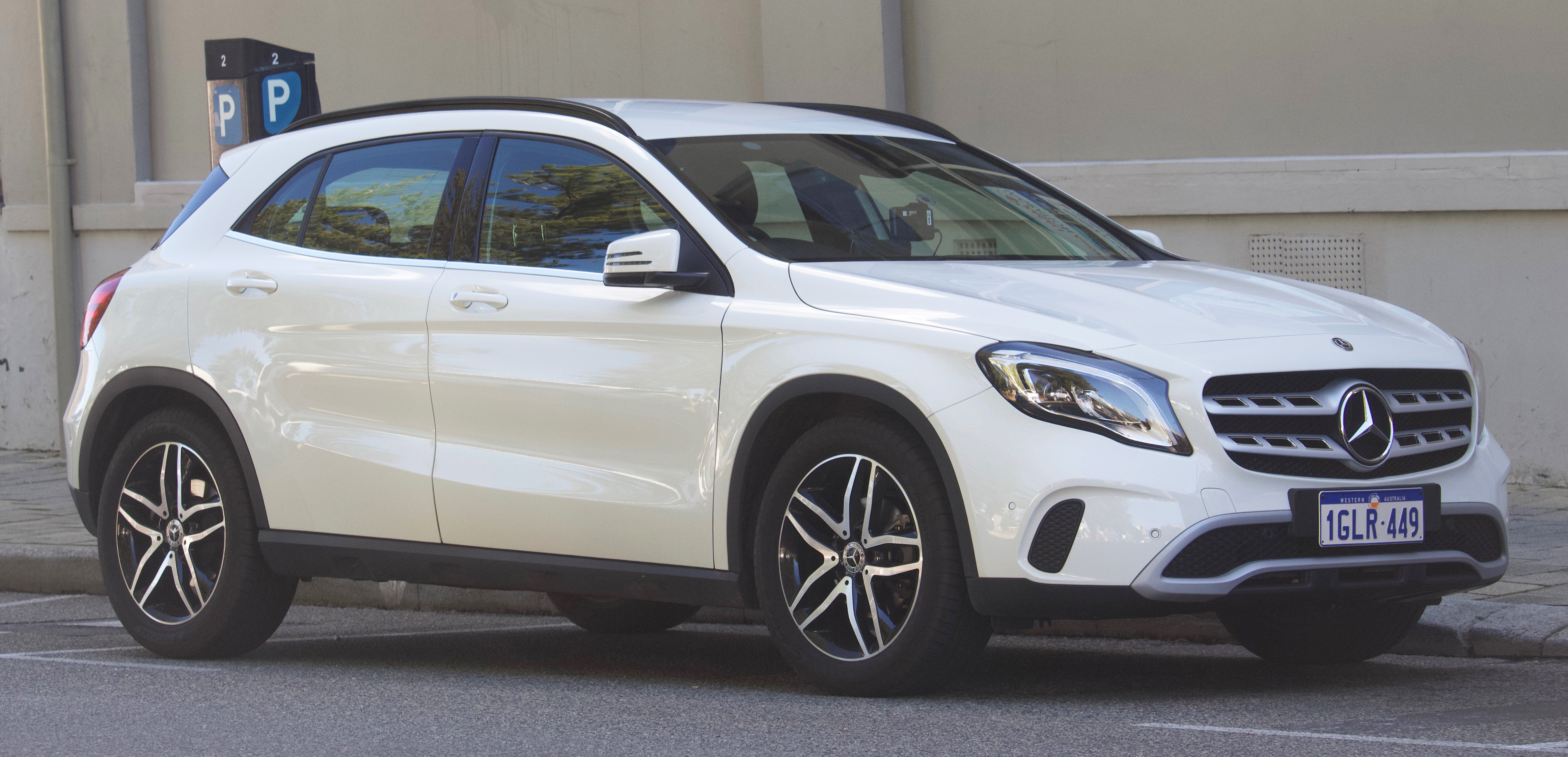
Mercedes-Benz GLA 180 (facelift)
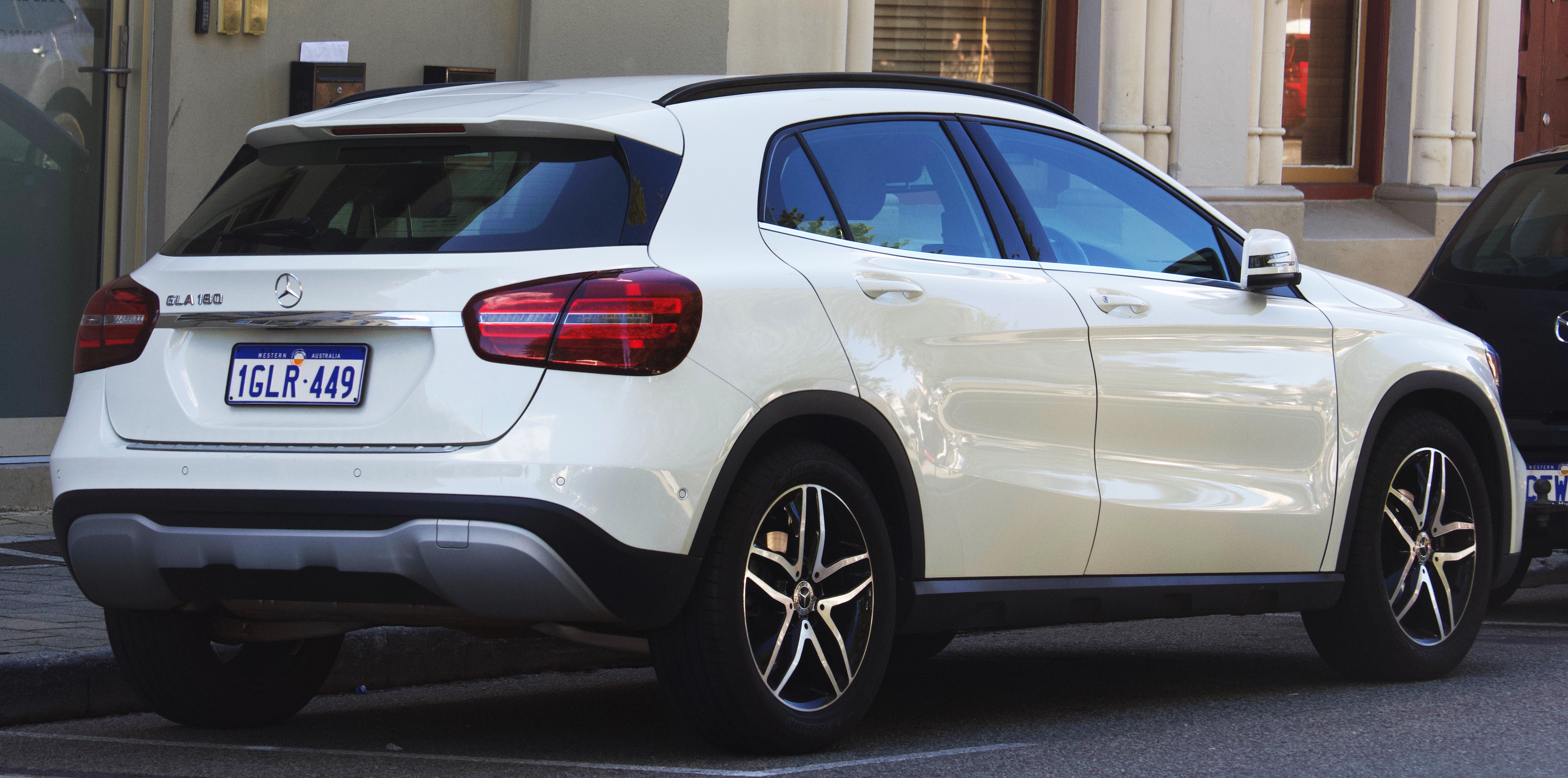
Mercedes-Benz GLA 180 (facelift)